# Osake wa Fūfu ni Natte kara
Osake wa Fūfu ni Natte kara (お酒は夫婦になってから?), también conocido como Love is Like a Cocktail, es un webmanga japonés escrito e ilustrado por Crystal na Yōsuke. Este manga ha dado origen a una serie de anime dirigida por Hisayoshi Hirasawa.

## Argumento
Chisato Mizusawa es una empleada administrativa de 28 años que disfruta tomar los tragos que le prepara su esposo Sora.

## Personajes
Chisato Mizusawa (水沢 千里 Mizusawa Chisato?)
Seiyū: Eri Kitamura
Sora Mizusawa (水沢 壮良 Mizusawa Sora?)
Seiyū: Mitsuhiro Ichiki
Yui Shiraishi (白石 結 Shiraishi Yui?)
Seiyū: Ayaka Asai
Koharu Sakurai (桜井 小春 Sakurai Koharu?)
Seiyū: Arisa Nakata
Masaki Shiraishi
Seiyū: Kenji Akabane
Manager
Seiyū: Unshō Ishizuka

## Media

### Manga
El manga está siendo publicado vía web por Yawaraka Spirits de la editorial Shōgakukan. a la fecha presenta 12 volúmenes y aún sigue en publicación.
| N.º | Fecha de lanzamiento     | ISBN original          |
| --- | ------------------------ | ---------------------- |
| 1   | 9 de octubre de 2015     | ISBN 978-4-09-187250-0 |
| 2   | 12 de enero de 2016      | ISBN 978-4-09-187384-2 |
| 3   | 12 de mayo de 2016       | ISBN 978-4-09-187685-0 |
| 4   | 12 de agosto de 2016     | ISBN 978-4-09-187814-4 |
| 5   | 12 de diciembre de 2016  | ISBN 978-4-09-189310-9 |
| 6   | 12 de mayo de 2017       | ISBN 978-4-09-189459-5 |
| 7   | 29 de septiembre de 2017 | ISBN 978-4-09-189670-4 |
| 8   | 12 de diciembre de 2017  | ISBN 978-4-09-189742-8 |
| 9   | 12 de abril de 2018      | ISBN 978-4-09-189846-3 |
| 10  | 9 de agosto de 2018      | ISBN 978-4-09-860095-3 |
| 11  | 12 de abril de 2019      | ISBN 978-4-09-860262-9 |
| 12  | 12 de septiembre de 2019 | ISBN 978-4-09-860344-2 |

### Anime
La serie de anime ha sido adaptada por el estudio Creators in Pack y dirigida por Hisayoshi Hirasawa. Constó de 14 episodios de 3 minutos cada uno, transmitidos durante la temporada de otoño de 2017 en Japón.

#### Equipo de producción
- Director: Hisayoshi Hirasawa
- Diseño de personajes: Yuzuko Hanai
- Director de fotografía: Kouji Hayashi
- Productor de animación: Taichi Hatanaka
- Diseño de color: Miki Sorakubo

#### Banda sonora
- Ending: Don't Let Me Down por Cellchrome.

tiene 14 capítulos